# Fixed
Fixed är en EP av Nine Inch Nails, utgiven 1992.

## Låtlista
- Gave Up (Remix) - 5:25
- Wish (Remix) - 9:10
- Happiness in Slavery (Remix) - 6:09
- Throw This Away - 4:14
- Fist Fuck - 7:20
- Screaming Slave - 8:02